# Turbigo
Turbigo (Torbigh in dialetto milanese, AFI: [turˈbiːk]) è un comune italiano di 7 148 abitanti della città metropolitana di Milano situato lungo il Naviglio Grande, in Lombardia. Fa parte dei comuni consorziati del Parco Lombardo della Valle del Ticino.

## Origini del nome
Sulle origini del nome ci sono due tesi contrastanti: una lo farebbe risalire alla voce germanica ", l'altra dal latino "turris ", dalle due torri di testa del ponte sul Ticino esistente in età romana tardo imperiale. Il comune di Turbigo, di fatto, utilizzava già lo stemma (quello della famiglia) raffigurante le due torri in rosso fin dal 1922; stemma visibile su un antico camino esistente all'interno di Palazzo De Cristoforis Gray. Secondo altri studi il nome deriverebbe invece da Turbigium o Turbiscus ed evocherebbe l'irrompere violento e l'infrangersi delle onde del Ticino su quell'antico borgo situato sulla riva del Naviglio (poco realistica).

## Storia

### Le origini
Il borgo di Turbigo ha origini antiche che risalgono almeno al I secolo a.C., periodo al quale si rifanno le necropoli ritrovate sul territorio comunale che hanno altresì evidenziato la presenza di cocci e materiale fittile proveniente dalle aree dell'Etruria, giunto sino al paese evidentemente grazie ad un florido commercio a vasto raggio. All'epoca romana risalirebbe anche l'antica torre di avvistamento che fu alla base della costruzione del successivo castello medievale ancora oggi presente, appena sopra il torrente Arno, attorno al quale si sviluppò quindi il primo nucleo abitativo del paese. Il commercio fluviale di epoca romana è testimoniato anche dal ritrovamento di una piarda in località Mulino Vecchio.

### Dall'epoca medievale alla fine dell'era feudale

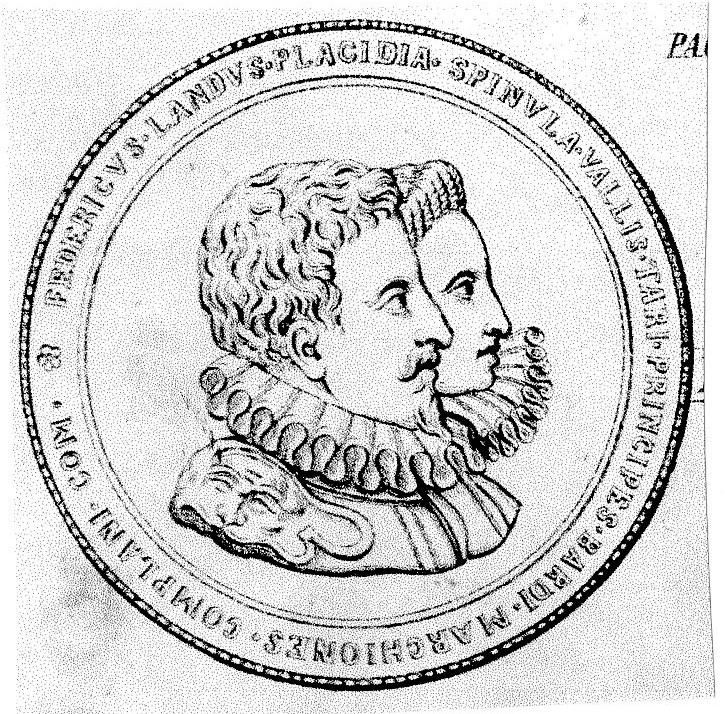
Medaglia del 1599 raffigurante Federico II Landi e la moglie Placidia Spinola. I Landi furono feudatari di Turbigo per due secoli sino alla fine del Settecento

La cittadina, citata in documenti scritti già a partire dal 1150, ebbe sempre una notevole importanza storica come luogo strategico per l'attraversamento del Ticino tra Como e Novara. Nel 1164 Federico I ricompensò un suo cancelliere di cui non ci è giunto il nome con un feudo comprendente tutti i paesi della pieve di Dairago, inaugurando così la stirpe dei "Da Turbigo" che furono i primi feudatari del borgo. L'escavazione del Naviglio iniziata dai milanesi nel 1179, è importante per la nascita di quella parte della città denominata Turbigh in giò, con la nascita di rogge, ponti e nuove strade. Il basso Medioevo è caratterizzato dall'insediarsi nel territorio turbighese della famiglia Piatti che tenderà a porsi come guida materiale e spirituale del borgo. Già feudo dei d'Adda, nel 1569 passò a Ludovico Gallarati e poi nel 1590 a Federico II Landi (per donazione della zia Porzia Gallarati) la cui famiglia, confluita poi nei Doria Landi, lo tenne tra i propri possedimenti sino alla fine del Settecento, anche dopo la vendita dei feudi dello Stato Landi ai Farnese e pur non risiedendovi più stabilmente. 
La vita di Turbigo nei due secoli successivi è segnata dalla presenza delle famiglie Tatti e De Cristoforis, di cui rimangono i rispettivi palazzi, oggi di proprietà comunale. Definito nei secoli come un vero paradiso terrestre, per l'eccezionalità del paesaggio e la ricchezza faunistica dei suoi boschi, il borgo di Turbigo vide sorgere numerose dimore gentilizie.

### L'Ottocento

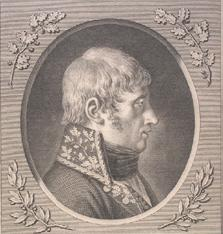
Il generale Jean-Charles Monnier, vincitore della battaglia di Turbigo del 1800

In età napoleonica il comune conobbe una notevole espansione, annettendo dapprima Robecchetto e poi Nosate. Il 31 maggio 1800, nell'ambito della seconda campagna napoleonica d'Italia, il paese venne conquistato alla baionetta dai soldati francesi guidati dal generale Guillaume Philibert Duhesme durante il famoso Combattimento di Turbigo. Il generale Duhesme prese posizione sul Ticino presso il Mulino del Pericolo con i suoi uomini appartenenti al 72º reggimento di Fanteria di linea che già a Marengo era stato comandato dal Bonaparte in persona. Gli austriaci, ritirarsi di fronte all'avanzata dei francesi, avevano dato ordine di distruggere tutte le barche disponibili, ma alcuni cittadini di Galliate al di là del fiume ne avevano nascoste alcune e le offrirono ai francesi per oltrepassare il confine. All'alba del 31 maggio alcune compagnie di granatieri le utilizzarono per traversare il fiume e occuparvi un'isola fluviale, dalla quale fecero sgombrare gli austriaci e poi, nel giro di sole sei ore, riuscirono a far sbarcare sull'altra sponda 1500 soldati e due pezzi d'artiglieria.
Giunti sulla sponda opposta i francesi vennero comandati dal generale Jean-Charles Monnier, il quale riuscì a sorprendere l'armata imperiale che venne costretta a ripiegare verso il centro di Turbigo dove verso sera giunsero alcuni generali austriaci per fare il punto della situazione. Gli austriaci reagirono con una carica di cavalleria che però non riuscì a scalfire le posizioni dei francesi. Napoleone, che attendeva sulla sponda piemontese del fiume, osservando le operazioni di attacco, diede ordine a Gioacchino Murat di supportare l'azione di Monnier con tiri d'artiglieria.
Verso le otto di sera, infine, Monnier riuscì a penetrare nell'abitato turbighese, facendo anche 200 prigionieri tra i soldati austriaci. Murat passò il Ticino a Turbigo e da lì proseguì quindi verso Milano dove giunse il 2 giugno successivo.

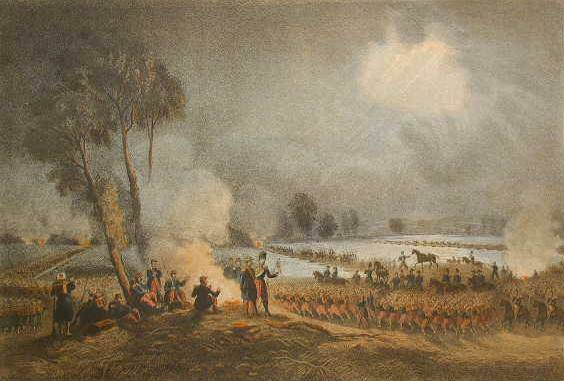
Il passaggio delle truppe francesi del Ticino a Turbigo nella seconda guerra d'indipendenza italiana.

Il 3 giugno 1859, agli albori della seconda guerra d'indipendenza italiana, il paese fu teatro dello scontro tra franco-piemontesi e austriaci nella famosa battaglia di Turbigo che si concluse il giorno seguente a Magenta.

### Simboli
Lo stemma di Turbigo riproduce l'antico ponte sul Ticino, fatto costruire dai Milanesi nel 1274, nei pressi del castello di Turbigo. Il Comune, di fatto, utilizzava già questo stemma fin dal 1922; la sua antichità è testimoniata dall'immagine scolpita su un camino cinquecentesco oggi all'interno di Palazzo Gray De Cristoforis e che si ritiene provenisse dall'antico castello della città.
Lo stemma è stato riconosciuto con decreto del capo del governo del 22 aprile 1939.
Il gonfalone, concesso con D.P.R. del 25 febbraio 1983, è un drappo troncato di azzurro e di bianco.

## Monumenti e luoghi d'interesse

### Castello
Le prime notizie in merito all'esistenza del castello di Turbigo risalgono al IX secolo. Due secoli dopo, il castello divenne un luogo di notevole rilevanza strategica.
Conquistato dalla famiglia Torriani come difesa del ducato di Milano dall'area del Ticino e parzialmente demolito nel Duecento, venne poi nuovamente ricostruito e fortificato dai Capitanei turbighesi. Nel 1569 passò alla famiglia di Ludovico Gallarati, conte al quale andò anche la giurisdizione di tutto il territorio. Nel 1591 i Gallarati vennero sostituiti dalla casata piacentina dei Landi che ne rimase proprietaria sino alla fine del XVIII secolo.
La struttura, a pianta quadrangolare, è in ciottoli di fiume, pietra squadrata e mattoni; edificato intorno a una torre presumibilmente di origine romana, porta lo stemma dei Visconti. 
Il complesso si struttura attorno a un'ampia corte quadrata con ala porticata sullo sfondo, che presenta un cornicione a sguscio con oculi, dovuto ad interventi cinque-secenteschi atti a trasformare il castello in residenza signorile. Attualmente si presenta in forme trecentesche grazie all'intervento di restauro attuato nel 1922 dall'architetto Carlo Bonomi di Turbigo. Il maniero, un tempo presidio strategico dei Visconti, è attualmente una residenza privata e non è visitabile.
Per accedervi si può salire la ripida via della Chiesa, oppure la scenografica scalinata che da via Vittorio Veneto porta direttamente al terrazzamento. Da qui si gode un panorama su tutto il paese e il suo circondario. Notevole è il parco circostante, che con una dura battaglia legale è stato risparmiato dai piani di lottizzazione di alcune amministrazioni del passato. Oggi è l'unica area verde al centro del paese e ospita una notevole fauna di animali selvatici (fagiani, rapaci di varie specie, ghiri, lepri, picchi rossi e verdi e molti altri).

### Chiesa della Beata Vergine Assunta
Sul medesimo piazzale del Castello, si erge l'imponente chiesa parrocchiale della Beata Vergine Assunta, edificio in stile neo-romanico edificato nel 1936 per volontà del parroco don Edoardo Riboni dall'ingegnere Giovanni Battista Maggi, che si avvalse della consulenza artistica di Carlo Bonomi (1880-1961), al quale spettano anche l'allestimento di piazza San Francesco, risalente al 1936, e il Monumento ai Caduti del 1945-1946.

### Chiesa dei Santi Cosma e Damiano
Uno dei monumenti più significativi di Turbigo è indubbiamente la chiesa conventuale agostiniana dei santi Cosma e Damiano; eretta su una già preesistente chiesa, sempre dedicata a san Damiano, a partire dal 1669, data della posa della prima pietra, venne inaugurato il nuovo complesso.
Ispirata nel progetto architettonico alla chiesa del Gesù di Roma, com'è possibile ravvisare anche dalle due volute di raccordo angolare, presenta un generale schematismo nella facciata, a causa di difficoltà economiche incorse durante le fasi costruttive. La chiesa e l'annesso convento furono officiati da una comunità di Agostiniani Scalzi, fino al 1807 quando quest'ultimo venne soppresso dal regime napoleonico. Delle quattro cappelle originarie — oltre all'altare maggiore — una sola è giunta fino a noi: si tratta della cappella del Crocifisso, già dedicata a santa Rosalia, restaurata nel 1991. La cappella della Madonna della Rosa è stata, invece, ricostruita nel 1879, per volere del parroco di Turbigo don Pietro Bossi. Dietro il settecentesco altare maggiore è posta la botola di accesso alla cripta dei frati, da cui partivano una serie di passaggi ai sotterranei della chiesa, murati nel 1962. Davanti alle cappelle laterali si trovavano le botole che conducevano a camere ipogee, destinare ad alcune sepolture particolari.

### Palazzo De Cristoforis Gray
Situato nei pressi della riva sinistra del Naviglio Grande, è composto dall'integrazione di una villa settecentesca con un edificio cinquecentesco. I due edifici prospettano sulla medesima corte. L'edificio settecentesco presenta un portico centrale su archi a sesto ribassato e ha all'interno decorazioni con finte architetture. La parte più antica conserva un bel camino in pietra, decorato in altorilievo e con la cappa affrescata. Nella corte più antica lungo via Roma troviamo un affresco datato 1595. L'edificio, di proprietà comunale, è attualmente sede municipale.

### Villa Barozza Vezzani
Adiacente alla chiesa dei Santi Cosma e Damiano, conserva l'impianto originario di un convento seicentesco degli Agostiniani Scalzi, con volte a botte e a crociera. Un portale lungo via Volta, sormontato da una conchiglia in marmo, apre su un pregevole chiostro settecentesco.

### Villa Tatti
Nel centro storico del paese sorge Villa Tatti. Di probabile origine religiosa, la villa fu adattata a residenza civile solo nel XVII secolo. L'impianto della villa ad "U", risale al secolo scorso, quando furono aggiunte le ali laterali, di cui una terrazzata. L'ingresso della villa è contrassegnato da un portale seicentesco con fastigio ad edicola. All'interno, collocato nella parte ovest del complesso, si trova un camino cinquecentesco. Nel 1932, l'amministrazione fascista di Turbigo, la adottò come sede del Fascio locale. Negli anni ha ospitato tra gli altri: due sezioni della locale scuola media inferiore, la banda musicale "la Cittadina", l'Unione Sportiva Turbighese, uffici di altre associazioni cittadine, fino a che, restaurata completamente, oggi ospita l'asilo nido.

### Ponte sul Naviglio Grande

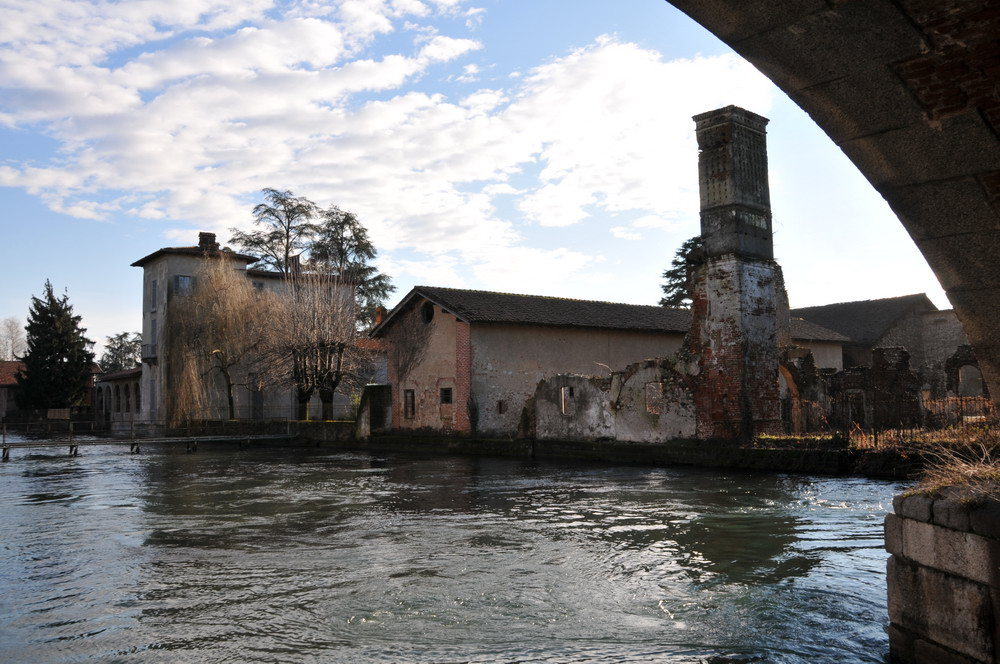
La vecchia dogana austriaca nei pressi del ponte sul Naviglio Grande a Turbigo

Uscendo dal centro del paese, a poca distanza da Palazzo de Cristoforis, si trova il seicentesco ponte sul Naviglio Grande; esso si presenta a tre arcate in mattoni a vista.
È affiancato dai resti della vecchia dogana austriaca risalenti alla fine del Settecento.

### Ponte sul Ticino

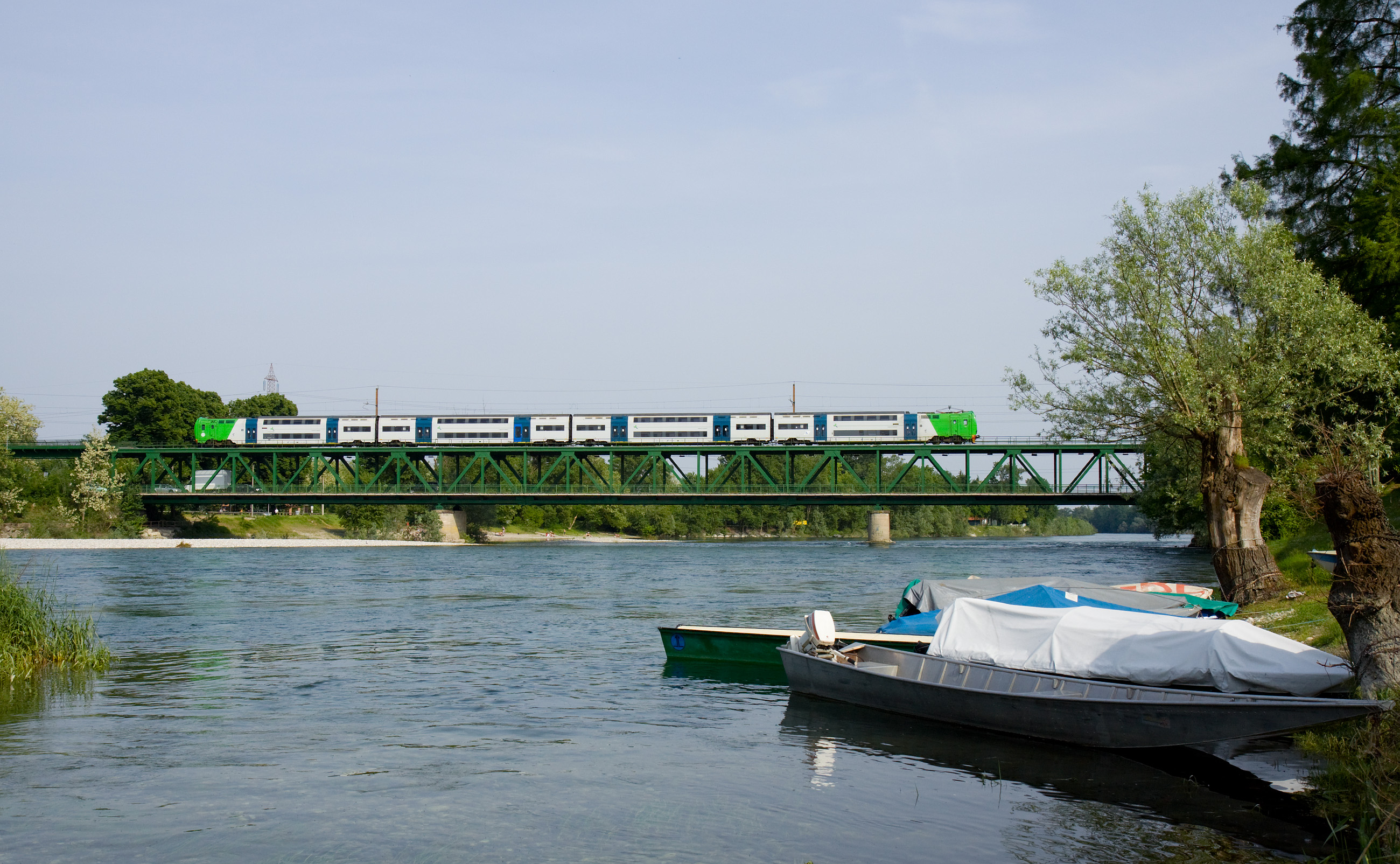
Il ponte sul Ticino

Realizzato nel 1887, anno di costruzione della ferrovia Saronno-Novara, su progetto di Luigi e Paolo Tatti a monte dei resti dell'antico ponte romano, tuttora visibili, collega la sponda lombarda a quella piemontese; bombardato più volte durante la seconda guerra mondiale e reso inservibile, fu poi ricostruito e completato nel 1952. Nelle sponde attorno al ponte in due punti sono state effettuate lottizzazioni residenziali. In località Cascina Regina a Robecchetto con Induno questa lottizzazione (Regina Residence), composta di 10-15 ville all'interno di completamente recintata, è attrezzata anche con un maneggio per cavalli, ad uso esclusivo dei residenti.

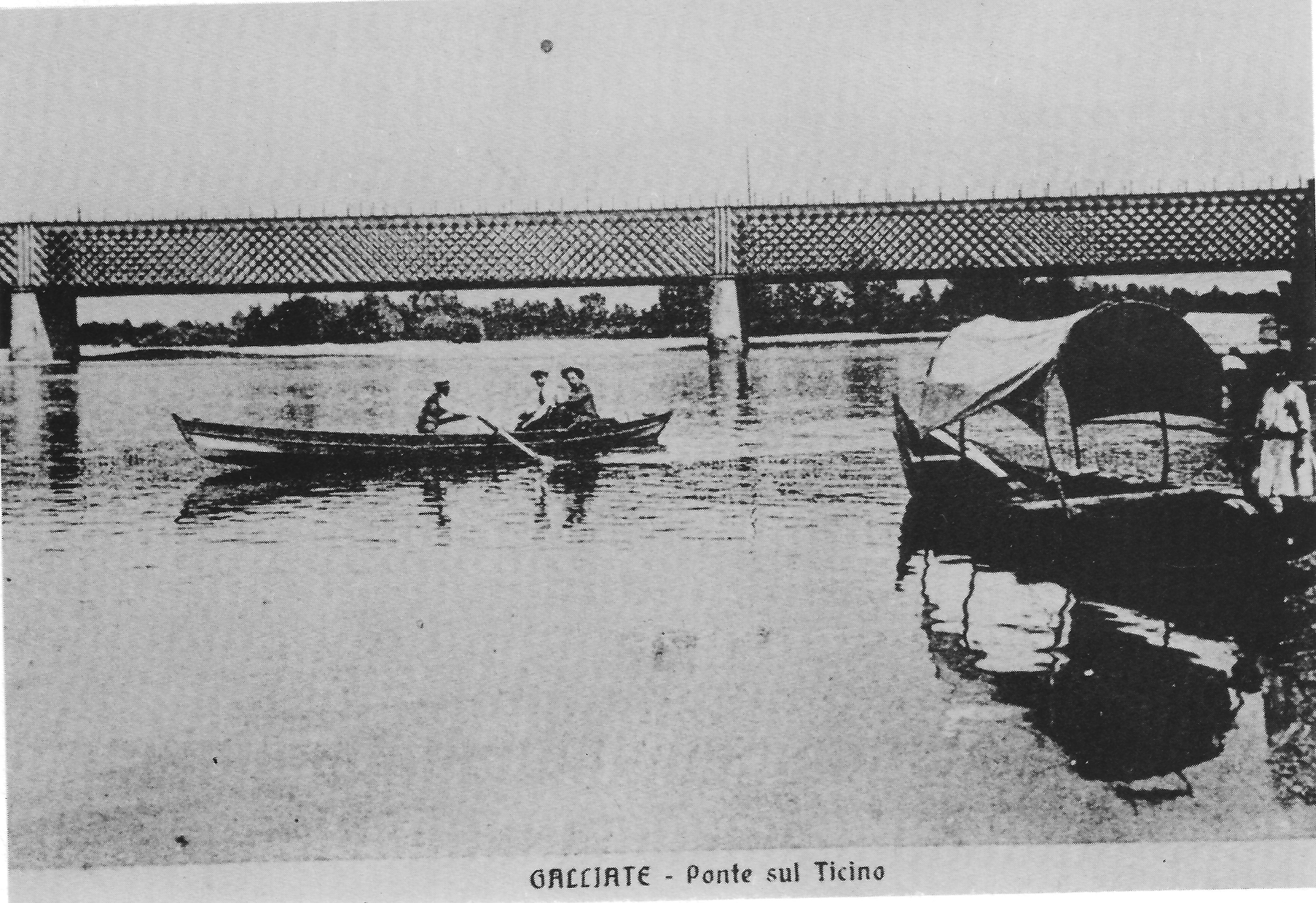
Il primo ponte sul Ticino distrutto durante la seconda guerra mondiale
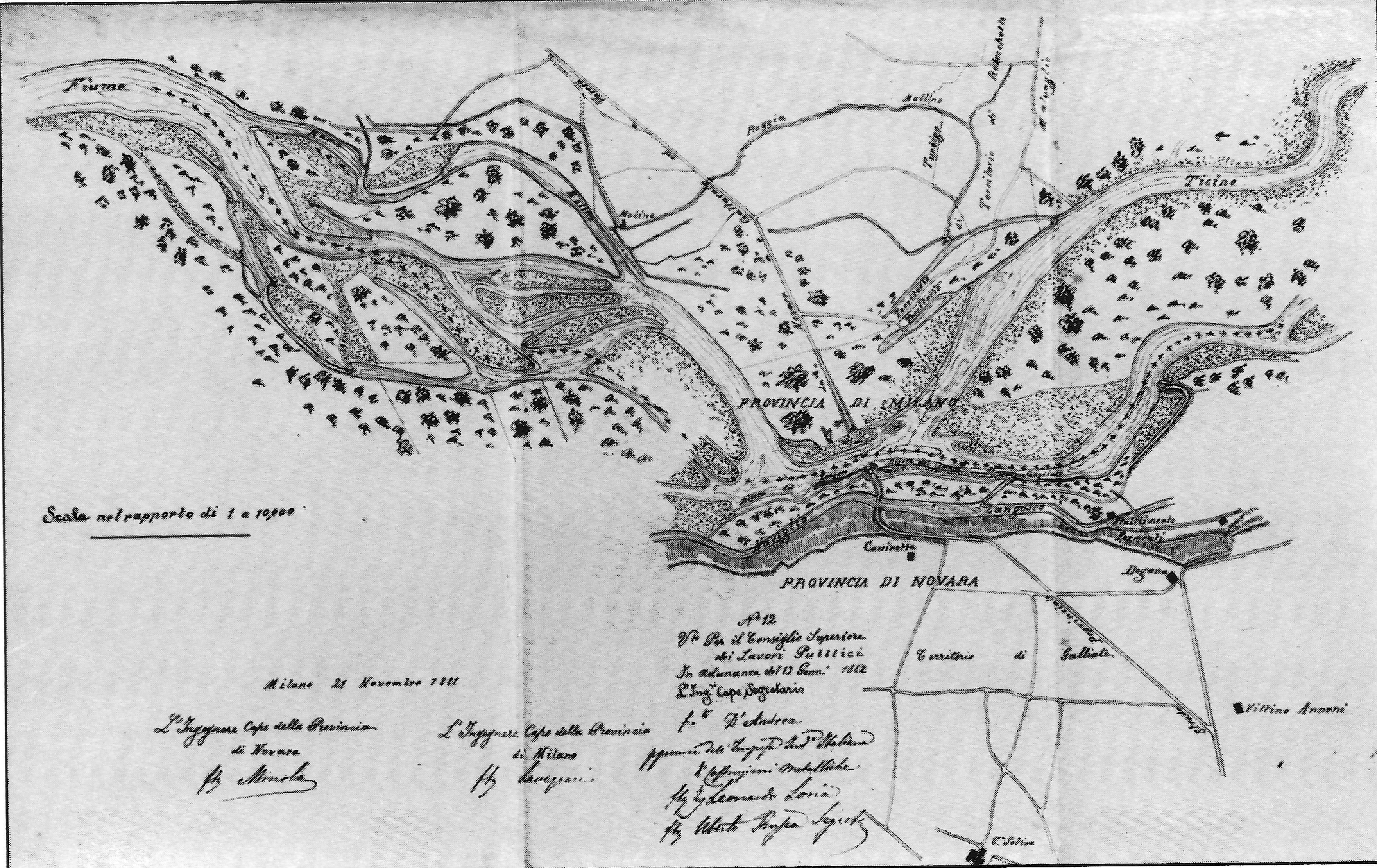
La località del ponte in ferro sul Ticino nel 1881
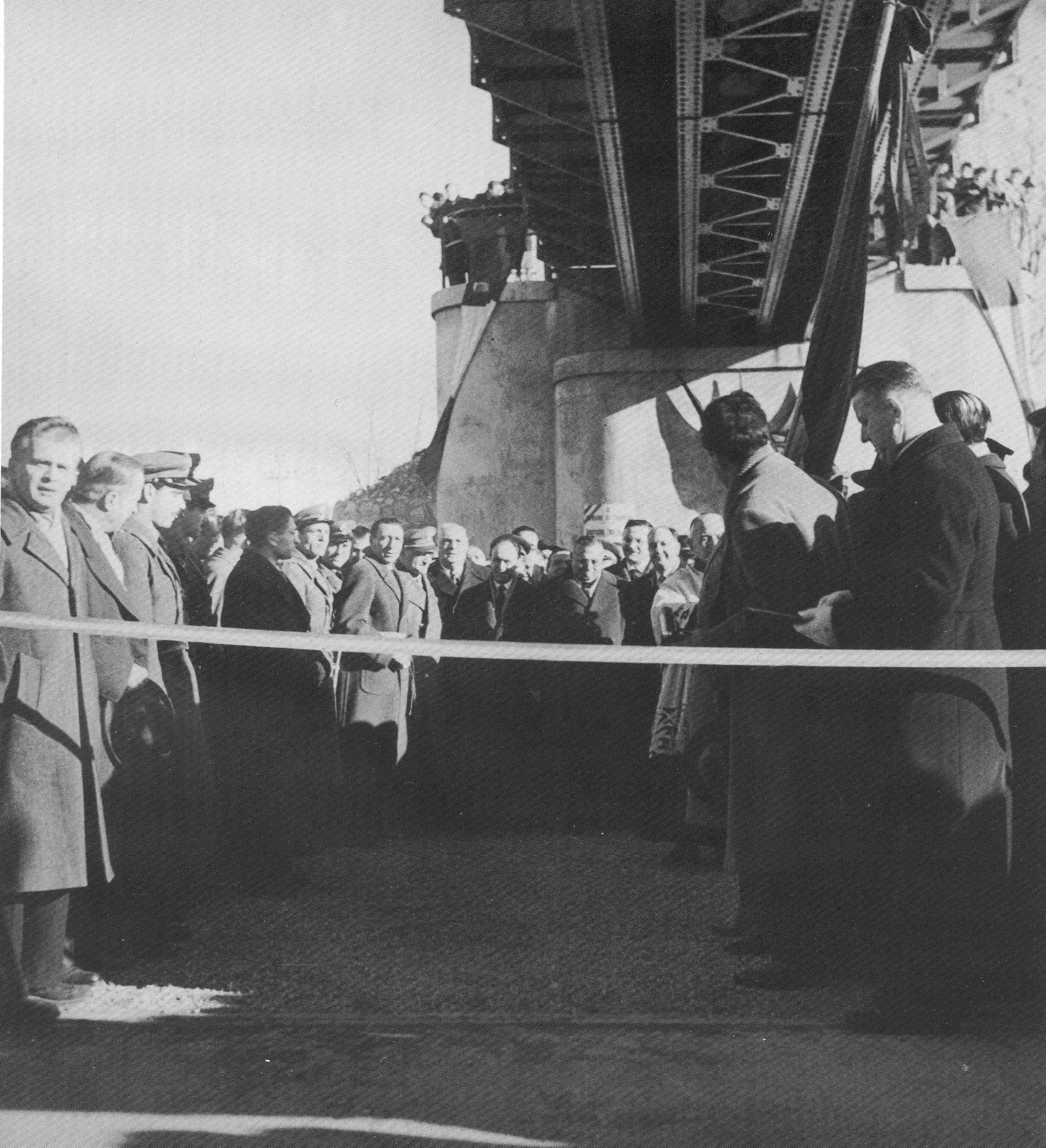
Inaugurazione del nuovo ponte sul Ticino nel 1951
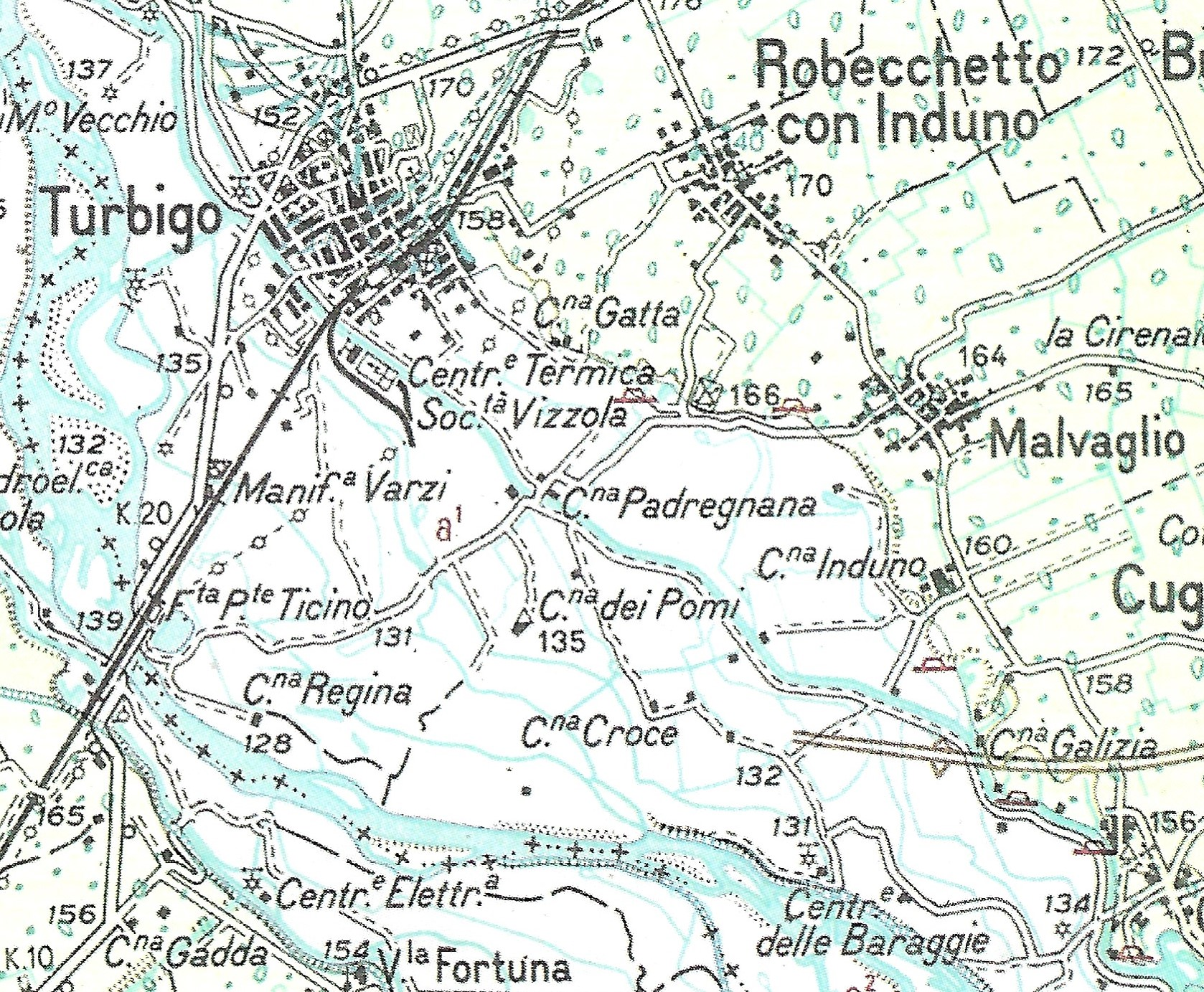
Il ponte sul Ticino e la Cascina Regina in località Isolone a Robecchetto con Induno (MI)
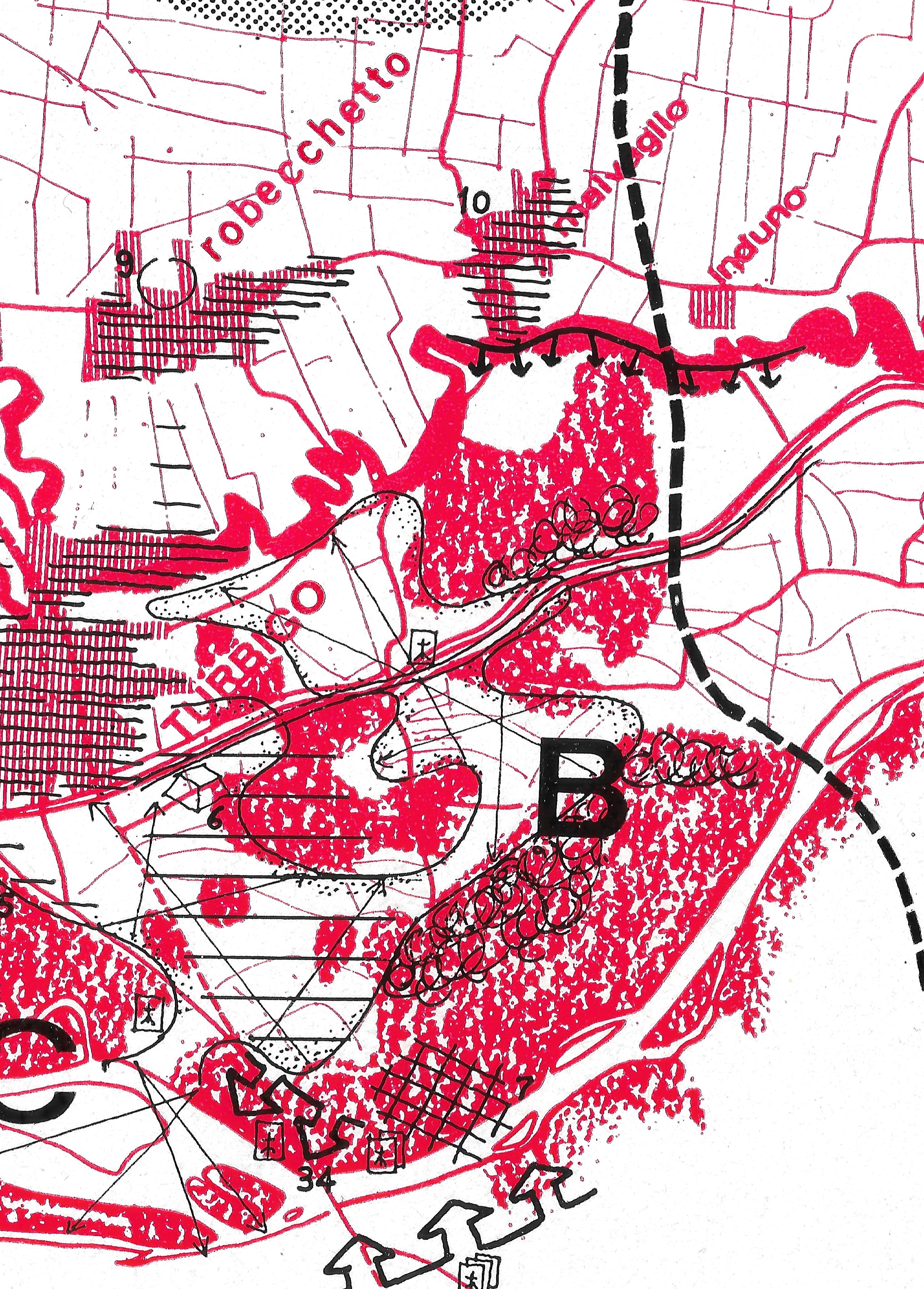
Il Regina Residence a Robecchetto con Induno (MI) in località Isolone, indicato al n. 7

## Società

### Evoluzione demografica
Abitanti censiti

### Etnie e minoranze straniere
Secondo i dati ISTAT al 31 dicembre 2009 la popolazione straniera residente era di 800 persone. Le nazionalità maggiormente rappresentate in base alla loro percentuale sul totale della popolazione residente erano:
- Pakistan 219 2,95%
- Albania 210 2,83%
- Marocco 91 1,23%

## Cultura

### Eventi

#### Festa di San Vincenzo
Pur ricorrendo il 5 aprile, San Vincenzo Ferreri viene festeggiato per tradizione settecentesca alla prima domenica di maggio. Classica sagra di paese con processioni e mostre di opere di artisti locali, prosegue il lunedì con la fiera nel centro del paese.
Al santo si raccomandava il lavoro nei campi in quanto la maggior parte dei turbighesi agli inizi del Novecento era ancora formata da parecchi contadini.
Si festeggia la prima domenica di maggio con la tradizionale processione nei campi alle ore 7.00. Il lunedì successivo c'è la tradizionale fiera primaverile.

#### Festa patronale
Patrona del paese è la Beata Vergine Assunta (15 agosto) alla quale è dedicata la chiesa parrocchiale; la festa viene, però, celebrata la terza domenica di settembre, in onore della Beata Vergine Addolorata. Il lunedì fiera in via Allea.

#### Festa rionale della chiesa dei Santi Cosma e Damiano
Festa d'ingiò -
La quarta domenica di ottobre, con bancarelle.
Nel pomeriggio, dopo la celebrazione dei vesperi, come da antica tradizione viene "bruciato il pallone". Si tratta di un grosso pallone avente un'intelaiatura metallica ricoperta da bambagia, sospeso sul sagrato della chiesa, che prende fuoco dalle tre candeline innalzate dal sacerdote durante la messa.
Per meglio comprendere il significato dell'antichissimo rito, bisogna ricordare che anticamente il martirio era l'unica forma di santità possibile. Con il rogo del pallone viene rappresentata la vita del martire che si consuma nella fede ardente della Santa Trinità.

## Economia
Il fiume Ticino e la possibilità di attraversarlo sono stati fattori determinanti nella storia economica locale, che ha origini nell'escavazione del Naviglio Grande iniziata dai milanesi nel 1179.

### Centrale termoelettrica
Sul territorio comunale si trova la centrale termoelettrica di Turbigo, che nella sua prima conformazione fu avviata nel 1928. La centrale occupa un'area di 56 ettari situata sulla sponda destra del Naviglio Grande, nei territori dei Comuni di Turbigo e di Robecchetto.

## Amministrazione
| Periodo        | Periodo        | Primo cittadino      | Partito           | Carica  | Note |
| -------------- | -------------- | -------------------- | ----------------- | ------- | ---- |
| 14 maggio 2001 | 15 maggio 2011 | Laura Mira Bonomi    | centro-destra     | Sindaco |      |
| 16 maggio 2011 | 4 ottobre 2021 | Christian Garavaglia | centro-destra     | Sindaco |      |
| 4 ottobre 2021 | in carica      | Fabrizio Allevi      | Fratelli d'Italia | Sindaco |      |

### Esplicative
1. ↑  I Landi Doria Pamphili presero residenza stabile a Roma a partire dal XVII secolo.

### Bibliografiche
1. 1 2   Bilancio demografico mensile anno 2025 (dati provvisori), su demo.istat.it, ISTAT.
2. ↑   Classificazione sismica (XLS), su rischi.protezionecivile.gov.it.
3. ↑   Tabella dei gradi/giorno dei Comuni italiani raggruppati per Regione e Provincia (PDF), in Legge 26 agosto 1993, n. 412, allegato A, Agenzia nazionale per le nuove tecnologie, l'energia e lo sviluppo economico sostenibile, 1º marzo 2011,  p. 151. URL consultato il 25 aprile 2012 (archiviato dall'url originale il 1º gennaio 2017).
4. ↑   L'altra battaglia di Turbigo, su beyondthirtynine.com. URL consultato il 4 dicembre 2022 (archiviato dall'url originale l'11 luglio 2018).
5. ↑   Comune di Turbigo, su Città metropolitana di Milano.
6. ↑   Lo Stemma del paese (D.C.G. di riconoscimento del 22 aprile 1939), su Comune di Turbigo.
7. 1 2   Turbigo, su Archivio Centrale dello Stato.
8. 1 2 3  Contino, Castello di Turbigo.
9. ↑  AA.VV., "Il ponte sul Ticino tra Galliate e Turbigo nel centenario della sua realizzazione 1887-1987", Galliate-Turbigo MCMLXXXVII, pag. 39-59
10. ↑  Maurice Cerasi, Piergiorgio Marabelli, "Analisi e progettazione dell'ambiente. Uno studio per la valle del Ticino", Padova 1970, pag. 38-40 e pag. 142
11. ↑  Statistiche I.Stat ISTAT  URL consultato in data 28-12-2012.
Nota bene: il dato del 2021 si riferisce al dato del censimento permanente al 31 dicembre di quell'anno. Fonte:  Popolazione residente per territorio - serie storica, su esploradati.censimentopopolazione.istat.it.